# Соснівка (Кропивницький район)
Сосні́вка (МФА: [soˈsɲiu̯kɐ] ( прослухати)) — село в Україні, в Олександрівській селищній громаді Кропивницького району Кіровоградської області, колишній центр Соснівської сільської ради. Населення становить 660 осіб. Село має промовистий герб.

## Історія
Станом на 1885 рік:
- у колишньому державному селі Цвітненської волості Чигиринського повіту Київської губернії мешкало 1086 осіб, налічувалось 185 дворових господарств, існували православна церква, школа, 2 постоялих будинки, 3 лавки.
- у Соснівській колонії євреїв-землевласників мешкало 399 осіб, налічувалось 20 дворових господарств, існували молитовний будинок, постоялий будинок.

За переписом 1897 року кількість мешканців зросла до 1287 осіб (624 чоловічої статі та 663 — жіночої), з яких 1270 — православної віри.
Після жнив 1920 року червоноармійські продовольчі загони заповнили чигиринські села й силою забирали у селян хліб. Мешканці сіл Соснівка, Девятка, Скаржинка і Тирнавка розібрали залізницю, щоб більшовики не могли вивозити зерно. Це призвело до кривавих сутичок, внаслідок яких загинуло понад 50 українських хліборобів із Соснівки та навколишніх сіл. Двох соснівських хлопців, за свідченнями місцевих жителів, окупанти навіть спалили живцем у топці локомотива.
Весною 2012 року в Соснівці урочисто відкрито пам'ятник українцям, які 1920-го загинули від рук комуністів.

## Населення
Згідно з переписом УРСР 1989 року чисельність наявного населення села становила 659 осіб, з яких 276 чоловіків та 383 жінки.
За переписом населення України 2001 року в селі мешкало 660 осіб.

### Мова
Розподіл населення за рідною мовою за даними перепису 2001 року:
| Мова       | Відсоток |
| ---------- | -------- |
| українська | 98,48 %  |
| російська  | 1,06 %   |
| молдовська | 0,45 %   |

## Географія
Біля Соснівки, на березі притоки Тясмину, є підвищення, що панує над усією місцевістю. На сході видніється Чорний ліс. На південь простяглись поля. Це місце називають урочищем Катеринка. За кілометр на південний захід від урочища Катеринка є кар'єр. На метровій глибині там залягають поклади черепашок різної форми. Шари черепашника нахилені не в долину Тясмина, а від неї. За свідченням геофізиків, саме тут проходила межа кратера вулкана, який було затоплено водою. Коли під час Юрського періоду древнє море відступило, тут утворилось замкнене водоймище, де процвітало первісне життя.

## Відомі люди
В селі народилися:
- Колісник Петро Денисович (*1 березня 1948) — український актор, режисер театру, заслужений діяч мистецтв Української РСР 1990, директор театру-студії «Голос» у місті Чернівці.
- Павловський Іван Данилович (*1893 — † серпень 1936) — митрополит Української Автокефальної Православної Церкви;
- Павловський Федір Кирилович (1921—1943) — Герой Радянського Союзу.